# 希望が丘高校前駅
希望が丘高校前駅（きぼうがおかこうこうまええき）は、福岡県中間市土手ノ内二丁目にある筑豊電気鉄道筑豊電気鉄道線の駅である。駅番号はCK14。ユネスコ世界遺産に登録された「明治日本の産業革命遺産 製鉄・製鋼、造船、石炭産業」のひとつである遠賀川水源地ポンプ室の最寄り駅となるため、2015年（平成27年）7月10日より世界遺産遠賀川水源地ポンプ室の副駅名がつけられた。

## 歴史
- 1958年（昭和33年）4月29日：土手ノ内駅（どてのうちえき）として開業。
- 2008年（平成20年）10月1日：希望が丘高校前駅に改称[2]。
- 2013年（平成25年）5月1日：定期券・回数券発売所閉鎖。
- 2015年（平成27年）7月10日：副駅名「世界遺産遠賀川水源地ポンプ室」を追加[1]。

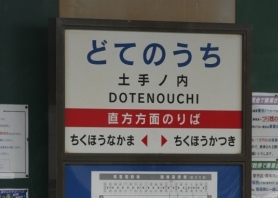
改称前の駅名標（2008年9月）
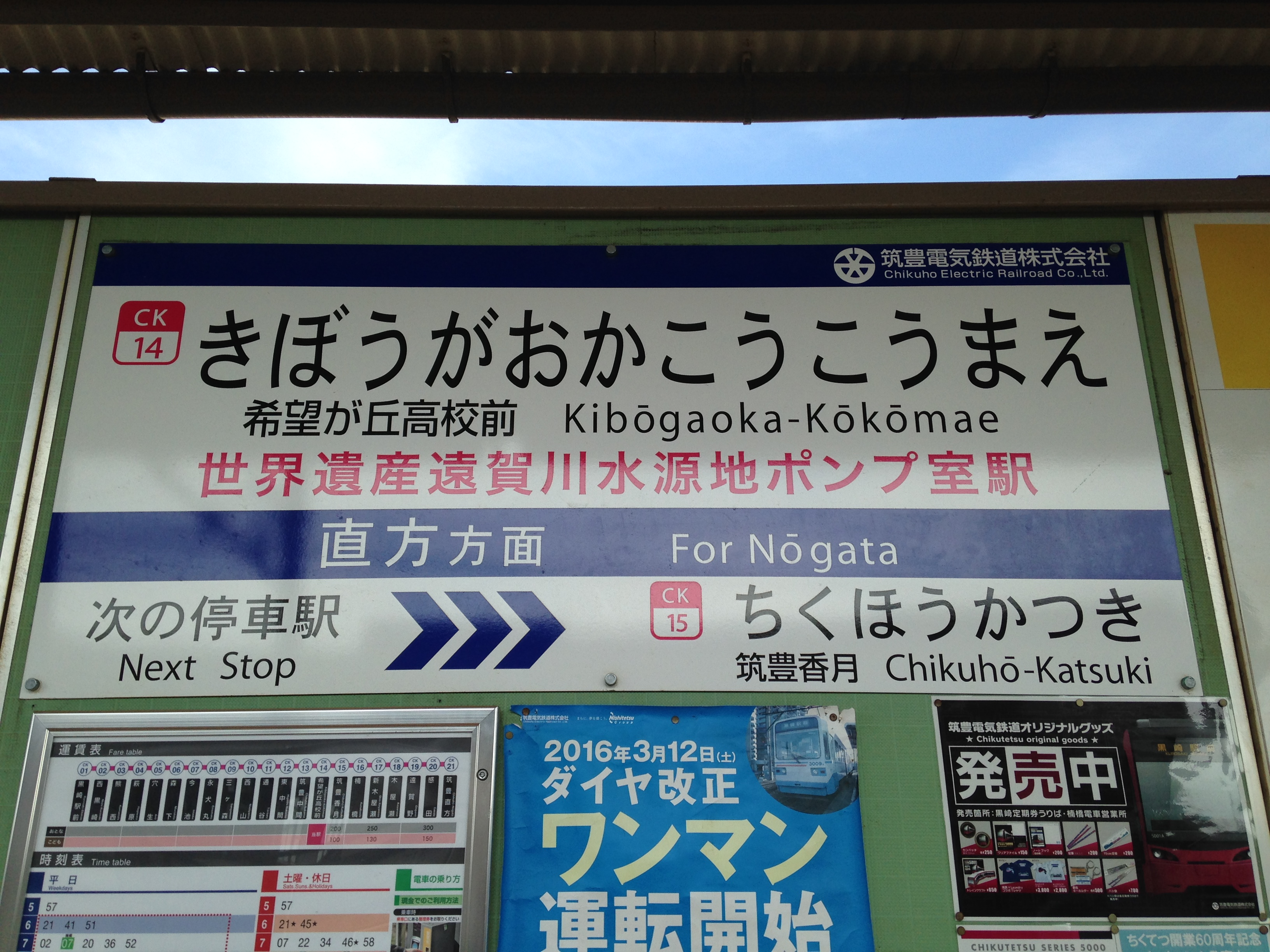
改称後の駅名標（2016年6月）
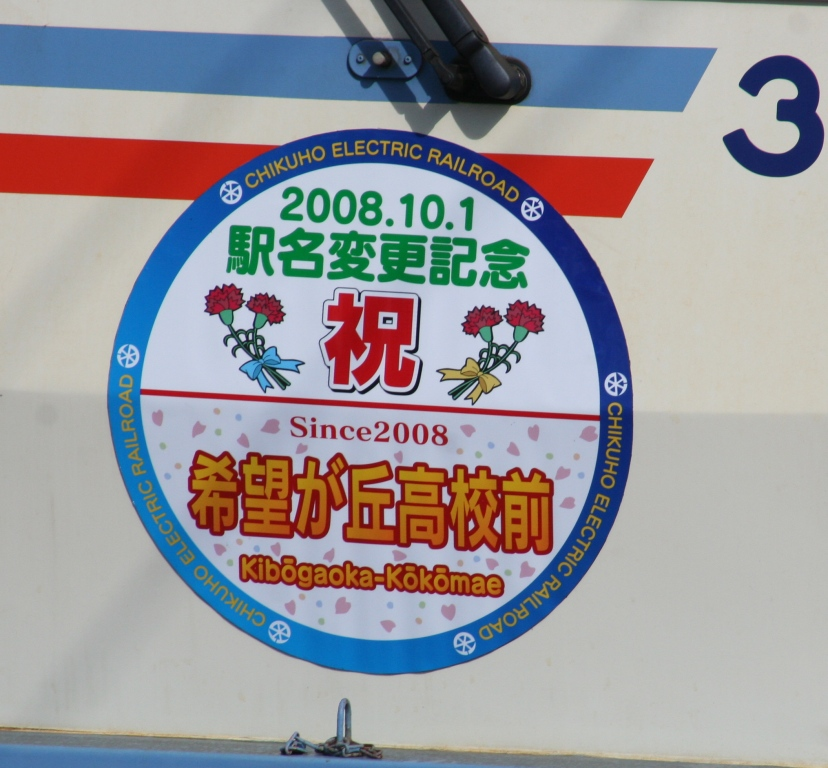
駅名改称を記念したヘッドマーク

## 駅構造
相対式ホーム2面2線を持つ地上駅。無人駅。
| ホーム | 路線        | 行先                 | 備考 |
| ------ | ----------- | -------------------- | ---- |
| 1      | ■筑豊電鉄線 | 楠橋・筑豊直方方面   |      |
| 2      | ■筑豊電鉄線 | 永犬丸・黒崎駅前方面 |      |

※実際には上記ののりば番号標はない、上記の番号は列車運転指令上の番線番号である。

## 利用状況
2021年度の1日平均乗降人員は681人である。
近年の1日平均乗降人員は下表のとおりである。
| 年度               | 1日平均 乗降人員 |
| ------------------ | ---------------- |
| 2008年（平成20年） | 1,230            |
| 2009年（平成21年） | 1,140            |
| 2010年（平成22年） | 1,063            |
| 2011年（平成23年） | 1,096            |
| 2012年（平成24年） | 982              |
| 2013年（平成25年） | 955              |
| 2014年（平成26年） | 893              |
| 2015年（平成27年） | 904              |
| 2016年（平成28年） | 904              |
| 2017年（平成29年） | 894              |
| 2018年（平成30年） | 912              |
| 2019年（令和元年） | 879              |
| 2020年（令和02年） | 590              |

## 駅周辺

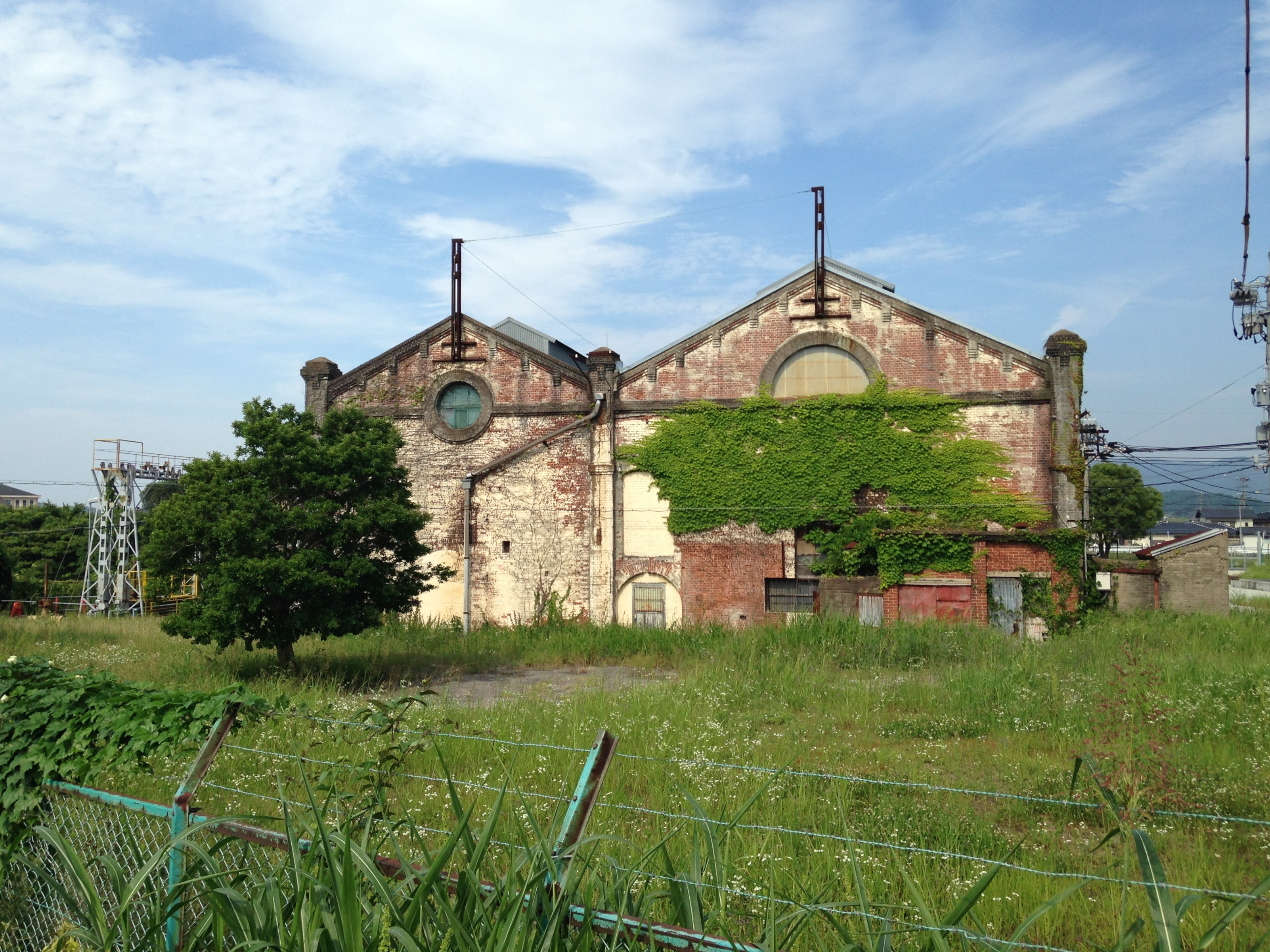
八幡製鉄所遠賀川水源地ポンプ室（2016年6月）

駅周辺は細い路地が入り組む住宅街となっている。
- 希望が丘高等学校
- ハローデイ中尾店
- 日本郵政土手ノ内郵便局
- 八幡製鉄所遠賀川水源地ポンプ室

## 隣の駅
筑豊電気鉄道
■筑豊電気鉄道線
筑豊中間駅 (CK13) - 希望が丘高校前駅 (CK14) - 筑豊香月駅 (CK15)